# 島嶼化
島嶼化（とうしょか、island rule）は進化生物学、生態学、生物地理学に関する学説の一つ。提唱者の名を取ってフォスターの法則（Foster's rule）とも言う。
島嶼生物学の要点となっている。

## 概要
生物の個体数は一時的・地域的には増大したり減少したりを繰り返しているが、通常は周辺から個体の流入や流出が起きるために中長期的に見ればほぼ一定に保たれている。しかし物理的に孤立した島では生物の流入や流出が起きないために、より厳しい競争が続いていると考えられる。この説は、島嶼部では利用可能な生息域や資源量が著しく制限されるため、生物が他の地域で見られるよりも巨大化するかあるいは矮小化するという説である。
大型の動物の場合は、その中でも小さな個体の方が代謝量の減少や性成熟が早いなどの点で島嶼地域では生存と繁殖に有利である。そのため体格が縮小するような選択圧が働くと考えられる。小さな動物では捕食者が少ないことで捕食圧が減り、捕食者の目を逃れるための小さな体を維持する必要がなくなる。そして一部の小型動物は中型動物のニッチへの適応放散が起きるなどが理由として考えられる。まれに、島嶼部では餌の量が少ないため大きく成長できないのだと説明されることがあるが、餌不足による生育不全とは異なる。
また淘汰圧として面白い例があり、クレタ島では小型化したシカが発見されているが、その個体は四肢を骨折しても暫く生き長らえていた事が判明した。通常であればシカのような動物は怪我をした途端に肉食動物の餌食となるため、これは島という環境が捕食者の脅威を低減させている事を示している。もっとも全ての孤島がエデンの園だったわけではなく、バラウルやディノガレリックス、そして現生のコモドドラゴンなど、地域によっては島固有の捕食者も数多く確認されている(詳しくは個別の記事を参照されたし)。
1964年にJ・ブリストル・フォスターによってネイチャー誌に『島嶼における哺乳動物の進化（The evolution of mammals on islands）』として発表され、1967年にはエドワード・オズボーン・ウィルソンらによって拡張された『島嶼生物学の法則（The Theory of Island Biogeography）』が発表された。

## 島嶼化の例

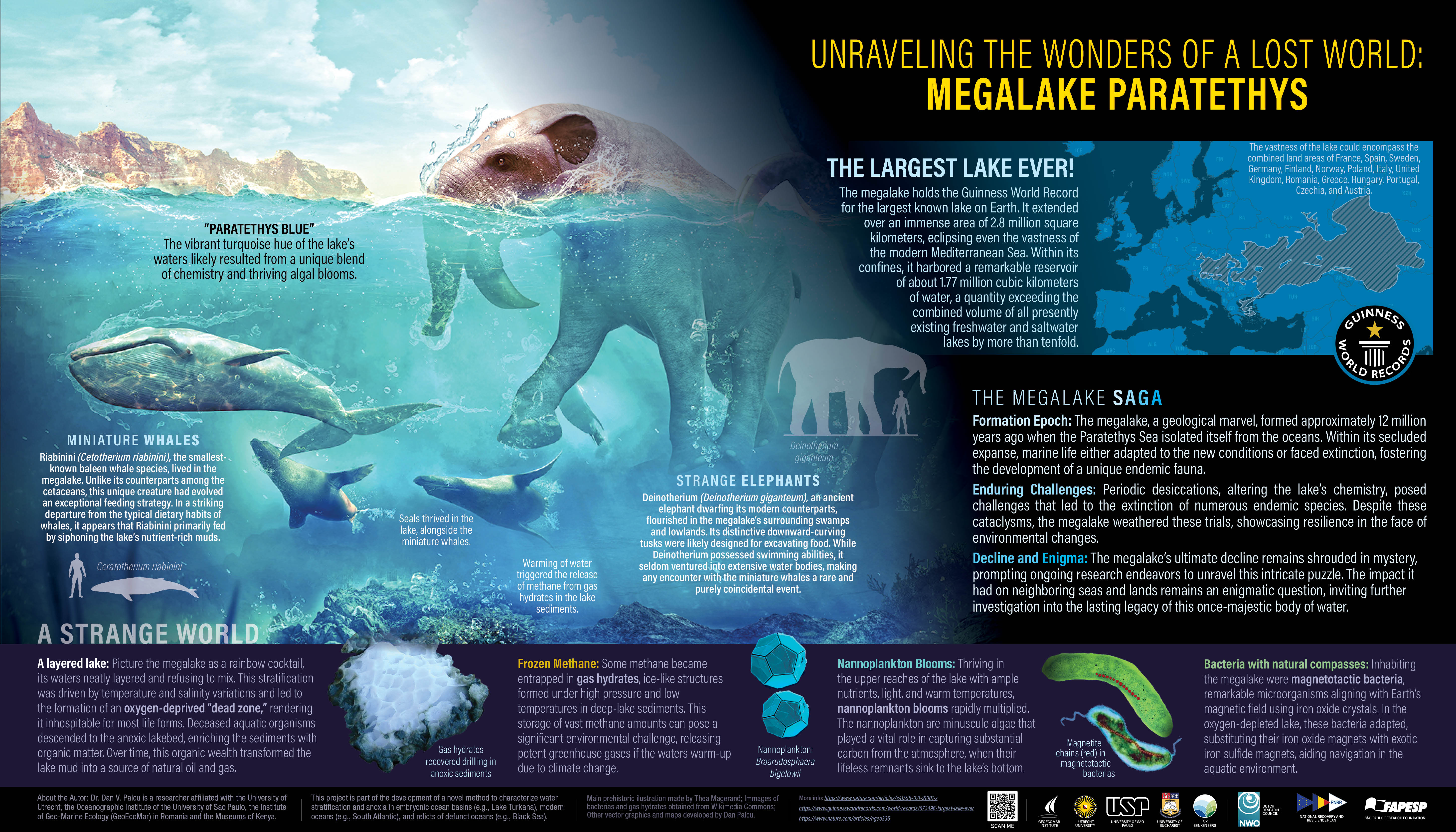
テチス海の名残の一つであったパラテチス海（英語版）に棲息していたケトテリウム科のヒゲクジラの一種の「Cetotherium riabinini」も、水棲生物ではあるが、生息環境であった内陸部に位置していた海域が外洋と遮断されたことで広大な湖になり、パラテチス海の縮小に伴って矮小化を経たとされている。

例えば、ウランゲル島で発見されたマンモスは、他の地域のマンモスの推定体重が平均6トンなのに対して、2トンしかなかったと考えられ、しかも5000年という短期間で矮小化が起こったと推測される。
ヒトについても、インドネシアのフローレス島で発見されたチンパンジー並みの体格しか持たない原人（ホモ・フローレシエンシス、しばしばフローレス原人と呼ばれる）が島嶼化の影響によると考えられる。
逆に、小型の動物では体格の巨大化が見られる。例えばアカリスは、北米大陸のもので100g程度だが、オーストラリアで220g、マダガスカル島で230g、さらに小さな島では250gを超える物も見つかっている。フローレス島のネズミ（フローレスジャイアントネズミ Papagomys armandvillei）は一般的なドブネズミの2倍の大きさである。
奄美群島に生息するアマミノクロウサギは、捕食者が少ない環境に適応して成長が遅く長寿命化したとも考えられる。また、近縁のウサギが毎年複数の子を産むのに対しアマミノクロウサギは年に1匹しか産まず、これは限られた餌を効率的に使うためと考えられている。さらには、島の大型動物は小型化し、小食になることで生存を有利にしている一方で、小型動物は捕食者が少なく大きな個体も生き残りやすい。そして、島に住む動物は島内で食料が尽きるリスクに対応して餌を変化させているとも考えられている。例えば、本土のヤマネコやワシは同じ獲物を多く捕食することがあるのに対し、イリオモテヤマネコはネズミや鳥を、カンムリワシはカニやミミズなどの小型無脊椎動物を捕食している。こうした餌の範囲拡大によって生存可能性を増やしていると考えられている。
ただし、同じ島でも巨大化した動物と巨大化していない小型動物が共存していることがあり、大型動物と違って小型動物は常に島嶼化の影響を受けるわけではない。他にも象、カバ、ボア、シカ、ヘビ、カメレオン等で観察されている。